# Papst (Titel)
Papst (von griechisch πάππας páppas kindliche Bezeichnung für ‚Vater‘, lateinisch papa bzw. mit Makron markiert pāpa) ist ein aus dem frühen Christentum besonders in den östlichen Kirchen bekannter Ehrentitel für Bischöfe und wurde in der Antike synonym dazu verwendet und auch auf andere hohe Geistliche wie Äbte bezogen.

## Geschichte
Die älteste bekannte Verwendung ist in Eusebius von Caesareas Kirchengeschichte (Anfang des 4. Jahrhunderts) in Bezug auf den Patriarchen von Alexandrien Heraclas von Alexandria (232–248) überliefert.
In der Westkirche stammt die erste bekannte Verbindung des Titels Papst mit dem Bischof von Rom aus der Zeit des Marcellinus († 304), der in der Grabinschrift des Diakons Severus so bezeichnet wird. Papst Siricius (Amtszeit 385–399) trug als Erster die Eigenbezeichnung papa.
Die englische Entsprechung „pope“ ist erstmals in der Mitte des zehnten Jahrhunderts als angelsächsisch pápa in Bezug auf Papst Vitalian in einer Übersetzung von Bedas Historia ecclesiastica gentis Anglorum belegt.

## Entwicklung im Westen
Seit dem fünften und sechsten Jahrhundert, vielleicht schon unter Leo dem Großen, wurde der Titel in der Westkirche zunehmend auf den Bischof von Rom als Oberhaupt der römisch-katholischen Kirche beschränkt, der nach römisch-katholischem Verständnis durch das Papstprimat das Haupt des Bischofskollegiums und die höchste Autorität der Kirche bildet. Spätestens im 11. Jahrhundert war er in der Westkirche überwiegend auf den Bischof von Rom bezogen und wurde von Gregor VII. ausschließlich darauf beschränkt. Rückwirkend wird die Bezeichnung auf alle römischen Bischöfe übertragen, auch aus den ersten beiden Jahrhunderten.

## Entwicklung im Osten
Auch im östlichen Christentum verschwand die Bezeichnung als allgemeiner Ehrentitel für Bischöfe im Laufe der Jahrhunderte und wird meist nur noch mit einzelnen Bischofssitzen in Verbindung gebracht. Sowohl der koptische Patriarch von Alexandrien als auch der griechisch-orthodoxe Patriarch von Alexandrien und ganz Afrika tragen ebenfalls den Titel Papst oder Papst von Alexandria. Beide verstehen sich als Nachfolger des Heraclas von Alexandrien.
Der Bischof von Rom wird im östlichen Christentum zur Differenzierung auch als Papst von Rom bezeichnet.

## Sonstiges
- Heute bezeichnen auch der Caodaismus und die Legio Maria ihre Oberhäupter als Päpste.
- In der Serie Futurama gibt es einen Weltraumpapst, welcher an der Spitze der „First Amalgamated Church“ (zu Deutsch etwa: Erste Vereinigte Kirche) steht.